# Deutscher Fernsehfunk
Pour les articles homonymes, voir DFF.
Deutscher Fernsehfunk (DFF) est l'organisme de télédiffusion publique de la République démocratique allemande (RDA). Fondée en 1952, elle est rattachée à l'ARD peu après la réunification allemande. Elle opère les deux chaînes de télévision DFF-1 et DFF-2 et constitue avec le groupe de radiodiffusion est-allemand Rundfunk der DDR, la radio-télévision publique de la République démocratique allemande. De 1972 à 1990, DFF est intitulée Fernsehen der DDR (DDR-FS). La première chaîne allemande de l'Est commence ses émissions à la norme 625 lignes noir et blanc le 21 décembre 1952 et la deuxième chaîne émet à partir du 3 octobre 1969, en adoptant la télédiffusion en couleur ; au standard français SÉCAM comme toutes les télévisions du bloc soviétique.
Cet organisme public est contrôlé directement par le gouvernement de la RDA ainsi que par le Comité central du Parti socialiste unifié d'Allemagne (SED), nom du parti communiste en Allemagne de l'Est.

## Histoire

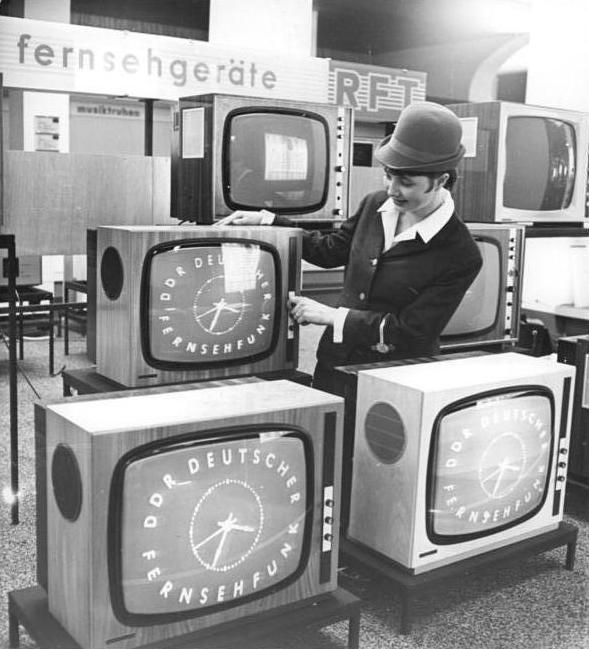
Exposition de postes de télévision à Leipzig, en 1968.

À l'origine, le développement d'une chaîne de télévision n'est pas considéré comme une priorité par les autorités est-allemandes. Cependant, le projet de la chaîne régionale de République fédérale d'Allemagne Nordwestdeutsche Rundfunk d'émettre sur de nouvelles fréquences et donc de disposer d'une meilleure couverture à Berlin et en RDA va pousser les autorités communistes à réviser leur jugement et à inscrire la création d'une chaîne de télévision est-allemande à leur cahier des charges. Très vite, le gouvernement décide de la construction d'un premier studio de télévision à Adlershof (Berlin-Est), lequel est inauguré le 11 juin 1950.

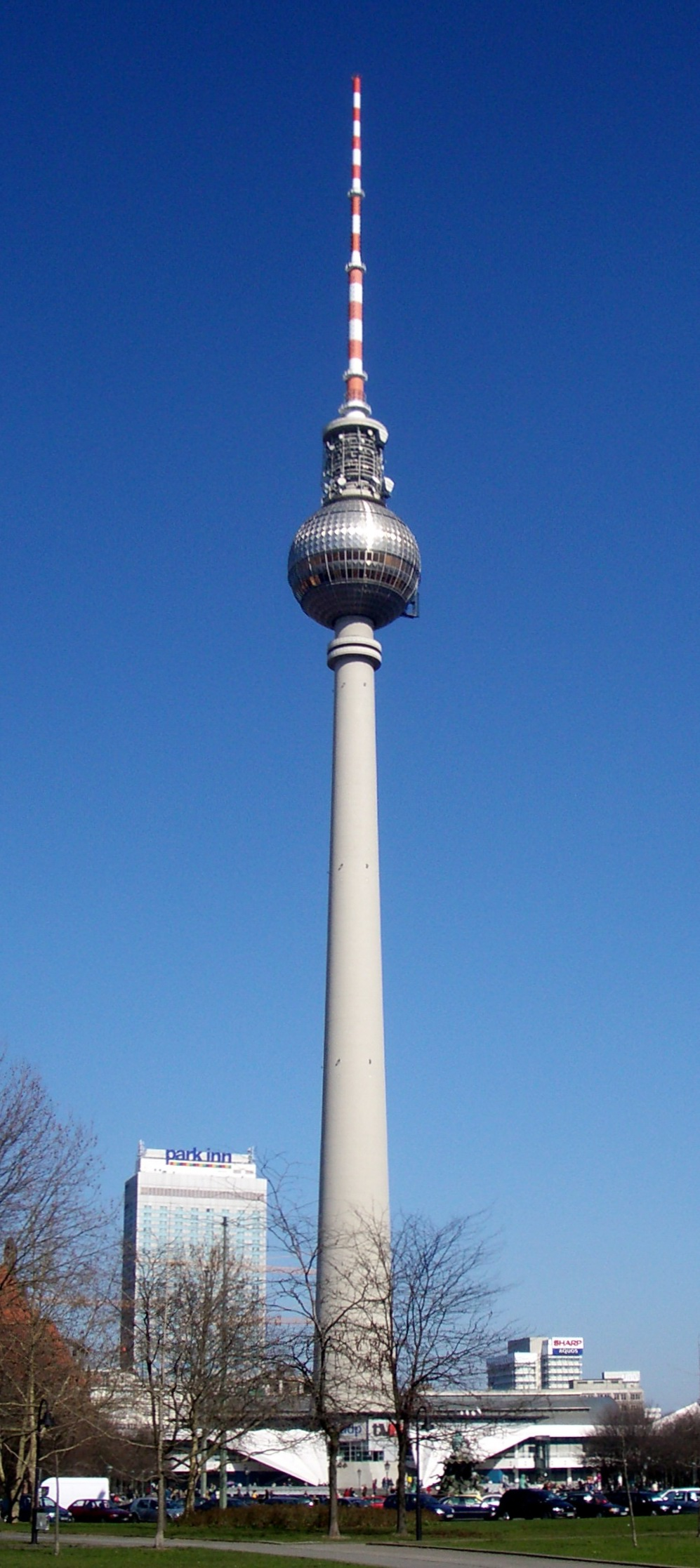
La Fernsehturm de Berlin.

Quelques mois plus tard, le 20 décembre, la télévision de Berlin (ancêtre de la Deutsche Fernsehfunk) commence à émettre de manière expérimentale. Deux ans plus tard, le 21 décembre 1952 à 20 heures, la télévision est-allemande peut émettre ses programmes réguliers à raison de deux heures par jour, incluant notamment le journal télévisé Aktuelle Kamera.
La télévision est-allemande comptait encore une audience relativement limitée car le média radio restait à cette époque le média dominant, le contrôle du parti y étant moins pesant, permettant aux journalistes de travailler sans être réellement inquiétés. La situation change radicalement après le soulèvement des 16 et 17 juin 1953, qui amène le gouvernement à limoger le directeur de la chaîne ainsi que plusieurs présentateurs. À partir de ces événements, le contrôle du parti socialiste unifié d'Allemagne sur les médias (télévision et radio) devient total ; les émissions et les informations diffusées à l'antenne devant être préalablement validées par le gouvernement.
La couverture de la télévision est-allemande croît progressivement à la fin des années 1950, parallèlement à celle de la télévision ouest-allemande, laquelle installe ses émetteurs à proximité de la frontière afin de permettre aux citoyens de RDA de recevoir ses programmes.
Le 3 janvier 1956, la télévision est-allemande est renommée Deutscher Fernsehfunk (compagnie de télévision allemande, en abrégé DFF). Les horaires de diffusions sont étendus à partir de 1958 : dès lors, les émissions régulières débutent l'après-midi et sont rediffusées le lendemain matin (afin que les personnes travaillant la nuit puissent les regarder). Dans le même temps, la DFF organise les premières retransmissions d'événements en direct, incluant la diffusion des assemblées du comité central du parti et des principales festivités nationales, à commencer par le traditionnel défilé du 1er mai. Au début des années 1960, la DFF s'impose comme média de masse et on compte près d'un million de postes de télévision dans le pays.
Toutes les émissions de la DFF ne bénéficient cependant pas de la même popularité : si certains programmes de divertissement ou émissions pour la jeunesse, tel notamment Sandmännchen, sont particulièrement suivis, il n'en est pas de même pour le journal télévisé. Il souffre de la concurrence de son homologue de l'Ouest, diffusé au même horaire, à 20 heures. Afin de tenter d'endiguer ce phénomène, la DFF modifie l'horaire de diffusion de son journal Aktuelle Kamera ; il est dès lors retransmis à 19 heures 30. Toujours dans le but de lutter contre l'influence des médias de la RFA, la télévision est-allemande inaugure un programme de propagande intitulé Der schwarze Kanal. Tentant de réfuter les allégations des médias ouest-allemands, vantant les avantages du socialisme, il est diffusé peu avant le début des émissions de variété ou des films, afin d'être vu par le plus grand nombre.
La Deutscher Fernsehfunk intègre le réseau de l'Intervision au cours des années 1960, soit l'Organisation internationale de radiodiffusion et de télévision devenue après le départ des pays occidentaux en 1950 l'équivalent est-européen de l'Union européenne de radio-télévision. Cet organisme permet à la chaîne d'échanger des programmes avec les autres pays du bloc de l'Est, notamment.
Le 3 octobre 1969, la télévision est-allemande lance une deuxième chaîne de télévision baptisée DFF-2. Émettant en couleur avec le standard couleur SÉCAM, elle commence ses émissions quelques jours avant les commémorations du vingtième anniversaire de la fondation de la RDA, le 7 octobre.
À cette occasion, les autorités d'Allemagne de l'Est peuvent inaugurer avec fierté l'un des monuments emblématiques de Berlin-Est, la Fernsehturm (tour de télévision), haute de 368 mètres. La deuxième chaîne choisit le système français SÉCAM également utilisé par l'URSS, au contraire des chaînes de la RFA exploitant le système allemand PAL.

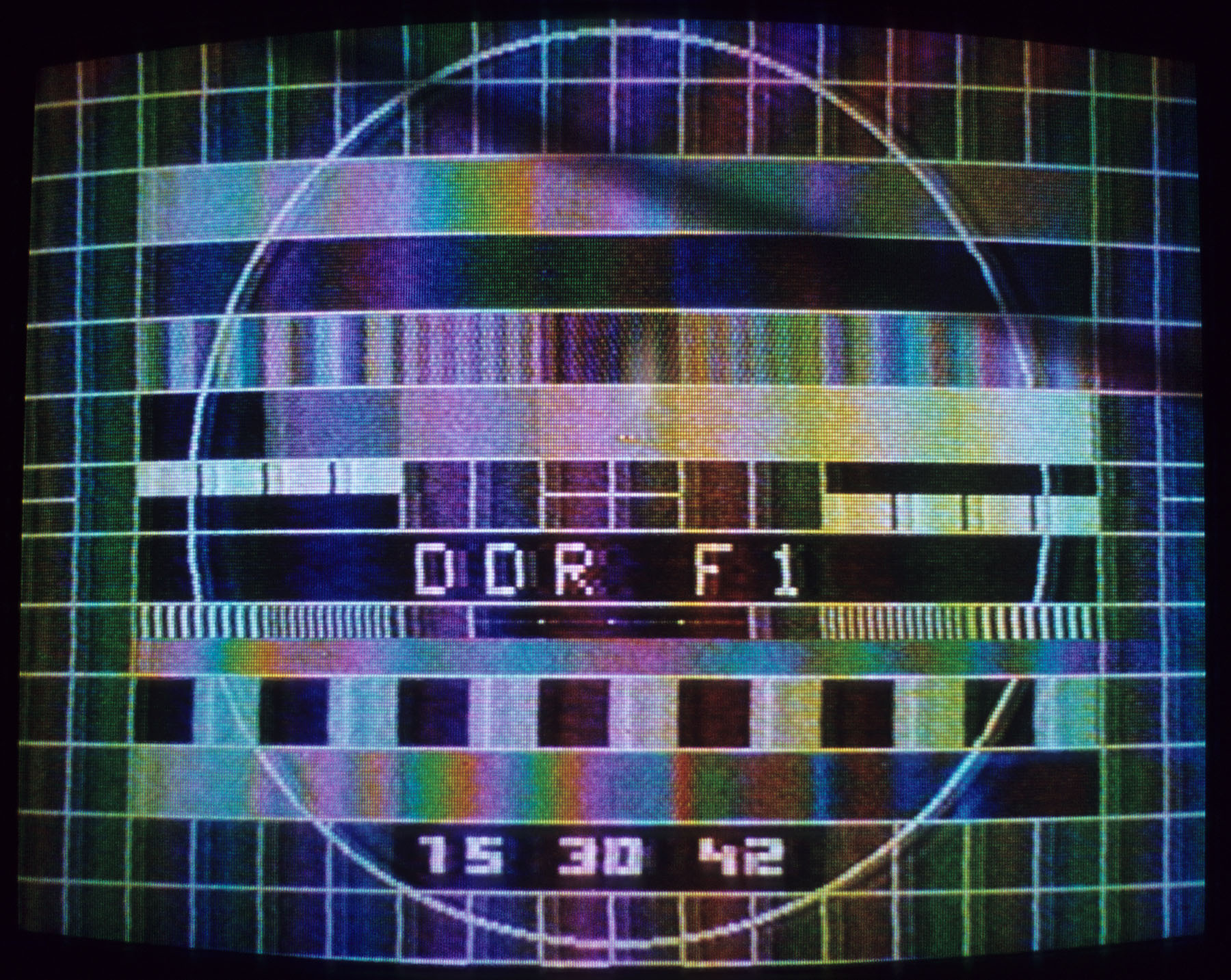
Mire au standard SÉCAM de la première chaîne est-allemande en 1980.

Au mois de février 1972, Deutscher Fernsehfunk est officiellement rebaptisée Fernsehen der DDR (« télévision de la RDA »), en abrégé F-DDR. L'arrivée au pouvoir de Erich Honecker permet de profonds changements au sein de la télévision est-allemande, qui accroît considérablement son offre en termes d'émissions de divertissement et de productions cinématographiques, même si le contrôle gouvernemental sur l'information reste total. Cette politique de modernisation se poursuit dans le courant des années 1980, durant lesquelles les premières productions américaines font leur apparition sur les écrans est-allemands.
Les grands bouleversements qui secouent le bloc soviétique, le marasme économique et la soif de liberté des citoyens de RDA, attisée par les médias ouest-allemands, achèvent de déstabiliser le régime de Honecker. Afin de tenter de rallier la jeunesse, de plus en plus attirée par les médias de RFA, le gouvernement lance un programme spécifique de 2 à 3 heures consacré aux jeunes, Elf 99. Dans le même temps, le contrôle exercé par le gouvernement sur les informations devient moins pesant : ainsi, sans parler de totale liberté d'action ou de ton, les journalistes du programme Aktuelle Kamera n'hésitent pas à diffuser des personnes critiquant le gouvernement, et montrent bien vite des images des premiers mouvements de masse secouant le pays dans le courant de l'année 1989.

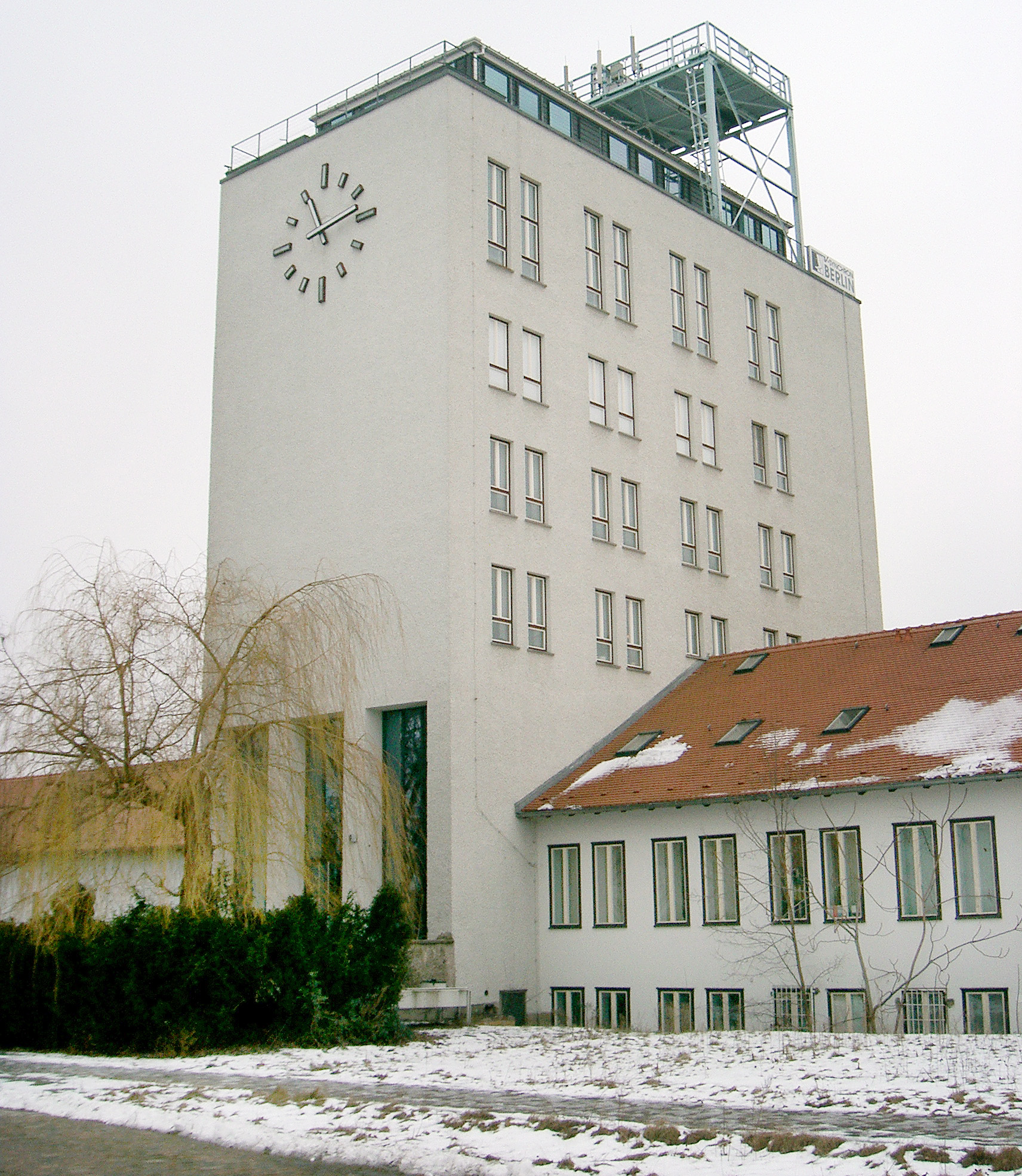
Les anciens studios de la Deutscher Fernsehfunk.

La chute de Honecker au mois d'octobre 1989 accentue encore le phénomène, la télévision adoptant un ton de plus en plus libre et dépolitisé. Le 30 octobre marque la fin de l'émission de propagande Der schwarze Kanal.
Le 9 novembre, Günter Schabowski, secrétaire du Comité central chargé des médias, annonce à la fin d'une conférence de presse diffusée en direct à la télévision la possibilité pour les citoyens est-allemands de quitter le pays, mesure prenant effet immédiatement. Quelques heures plus tard, la chute du mur de Berlin est retransmise en direct par toutes les chaînes de télévisions du monde, y compris la télévision est-allemande, opérant pour la première fois de son histoire sans aucune censure.
Au mois de février 1990, la Chambre du peuple adopte une résolution faisant des médias publics de radio-télévision des entreprises indépendantes. Le 4 mars, la télévision revient à son nom d'origine, Deutscher Fernsehfunk (DFF). Après la réunification allemande, un accord prévoit la dissolution de la DFF à compter du 31 décembre 1990 et son remplacement par la télévision de RFA, ARD.
Le 15 décembre 1990 à 19 heures, conformément aux dispositions prises quelques semaines plus tôt, les émissions de DFF-1 laissent la place à ARD, tandis que DFF-2 devient une chaîne régionale baptisée provisoirement DFF-Länderkette. Celle-ci est remplacée à son tour le 31 décembre 1991 par plusieurs chaînes régionales dépendant de ARD : la Mitteldeutscher Rundfunk (MDR) et la Ostdeutscher Rundfunk Brandenbourg (ORB) voient formellement le jour, Sender Freies Berlin (SFB) étend sa zone de réception à l'ex Berlin-Est mais cesse pour l'occasion de faire partie de la chaîne N3 afin de lancer sa propre chaîne B1 (qui sera donc diffusé en lieu et place de N3 dans tout Berlin) tandis qu'en compensation, la Norddeutscher Rundfunk (NDR) est diffusée au Mecklembourg.

## Financement
Les principales sources de revenus de la Deutscher Fernsehfunk étaient d'une part les subventions octroyées par le gouvernement, d'autre part la publicité. Les subventions gouvernementales étaient fondées sur la perception d'une redevance annuelle calculée sur la base du nombre de postes de télévision et de radio détenus dans chaque foyer.
Les chaînes de la DFF diffusaient des pages de publicités, celles-ci étant cependant d'un format différent de celles existant dans les pays occidentaux. De fait, dans les pays socialistes, il n'existait généralement qu'une seule marque correspondant à un produit donné. Les annonces faites à la télévision et à la radio étaient non de la réclame à proprement parler, mais des communiqués gouvernementaux annonçant notamment la mise à la disposition d'un produit donné (par exemple, d'un nouveau modèle de Trabant). Après la chute du système communiste en RDA, la DFF diffusa durant quelques semaines des publicités sur le modèle des pays occidentaux, lesquelles étaient gérées par la régie de publicité IP.

## Direction
Lors de sa création, la télévision était soumise à un organe de contrôle d'État, le comité d'État pour la radio. En 1968, le gouvernement institua un comité d'État spécifique consacré à la télévision. Durant plusieurs décennies, le directeur du comité fut Heinrich Adamek, membre du comité central du Parti socialiste unifié d'Allemagne (SED).
- Hans Mahle (1950 à 1952)
- Hermann Zilles (1952 à 1953)
- Heinrich Adameck (1954 à 1989)
- Hans Bentzien (1989 à 1990)
- Michael Albrecht (1990 à 1991)